# Староберезово
Старобере́зово (рос. Староберёзово) — присілок у складі Петуховського округу Курганської області, Росія.
Населення — 52 особи (2010, 104 у 2002).
Національний склад станом на 2002 рік:
- росіяни — 78 %